# Archives soviétiques
Les archives soviétiques désignent tous les documents de l'ex-URSS, mais aussi des ex-pays de l'Est, qui ont été mis à la disposition des chercheurs étrangers (non russes) en 1991 après le démantèlement de l'Union Soviétique pour l'étude de l'histoire de la Russie du XXe siècle et principalement la révolution de 1917 et la guerre civile russe, puis de l'histoire de l'URSS sous Staline.
Stéphane Courtois nomme l'ouverture des archives la « révolution documentaire ».

### Ouvrages bibliographiques
- Serge Wolikow (sous la direction de), Une histoire en révolution ? Du bon usage des archives de Moscou et d'ailleurs, Éditions universitaires de Dijon, 1996.

### Articles externes
- François-Xavier Nérard, « Quelles archives soviétiques ? Réflexion sur la constitution des archives du pouvoir stalinien » in « Historiographie & archivistique. Écriture et méthodes de l'histoire à l'aune de la mise en archives », sous la direction de Philippe Poirrier et Julie Lauvernier, Territoires contemporains, nouvelle série, no 2 - mis en ligne le 12 janvier 2011.
- Guillaume Marceau, des archives soviétiques : une adaptation dans la confusion, in lepanoptique.com, mis en ligne le 1er janvier 2008
- Nicolas Werth . L'historiographie de l'U.R.S.S. dans la période post-communiste. In: Revue d'études comparatives Est-Ouest, vol. 30, 1999, n°1. Dossier: "retours sur le passé" pp. 81-104
- Cœuré, Sophie. « Le siècle soviétique des archives [*] », Annales. Histoire, Sciences Sociales, vol. 74e année, no. 3, 2019, pp. 657-686.
- Sabine Jansen, « La boîte de Pandore des archives soviétiques » in Vingtième Siècle. Revue d'histoire, no 42, avril-juin 1994, pp. 97-102.